# Croix de mission

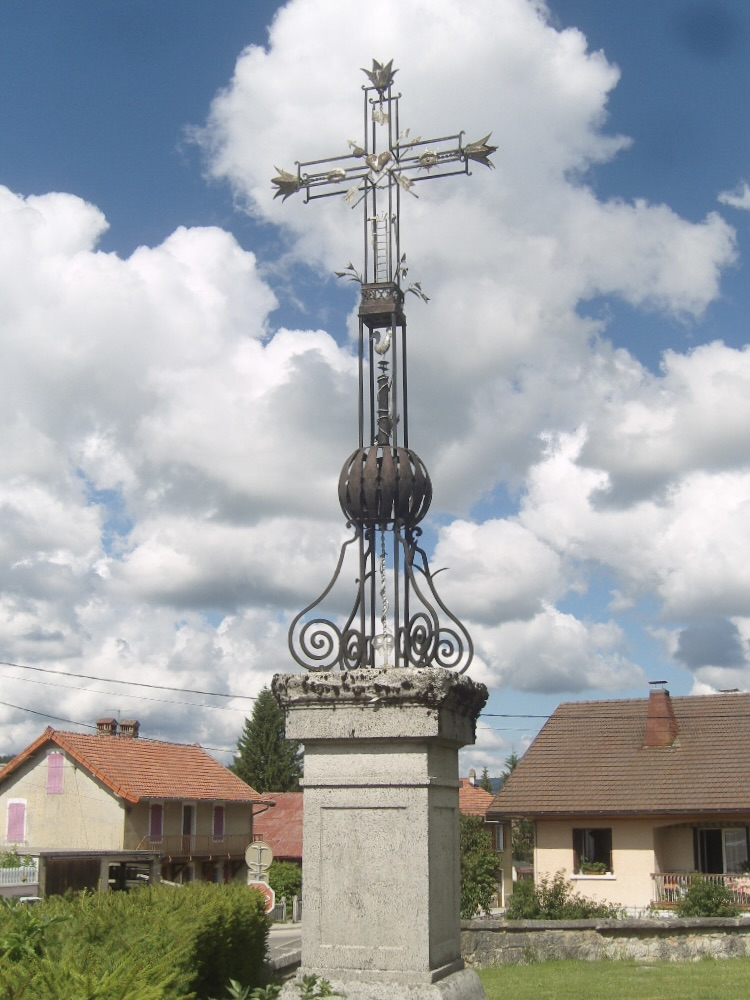
Croix en fer forgé de Rochejean, érigée en 1752 : elle correspond à l’archétype des croix de mission en fer forgé du XIX (croix à structure tridimensionnelle et architecture composite).

Une croix de mission est un monument érigé en souvenir d'une mission : elles furent nombreuses à être érigées après la tourmente révolutionnaire, où il fallut, pour les représentants de l'Église catholique romaine, restaurer la pratique religieuse, mais beaucoup d'autres datent du XIXe siècle ou du XXe siècle.
En général elle porte une inscription (celle du prédicateur) et la date de cette mission.

## Galerie

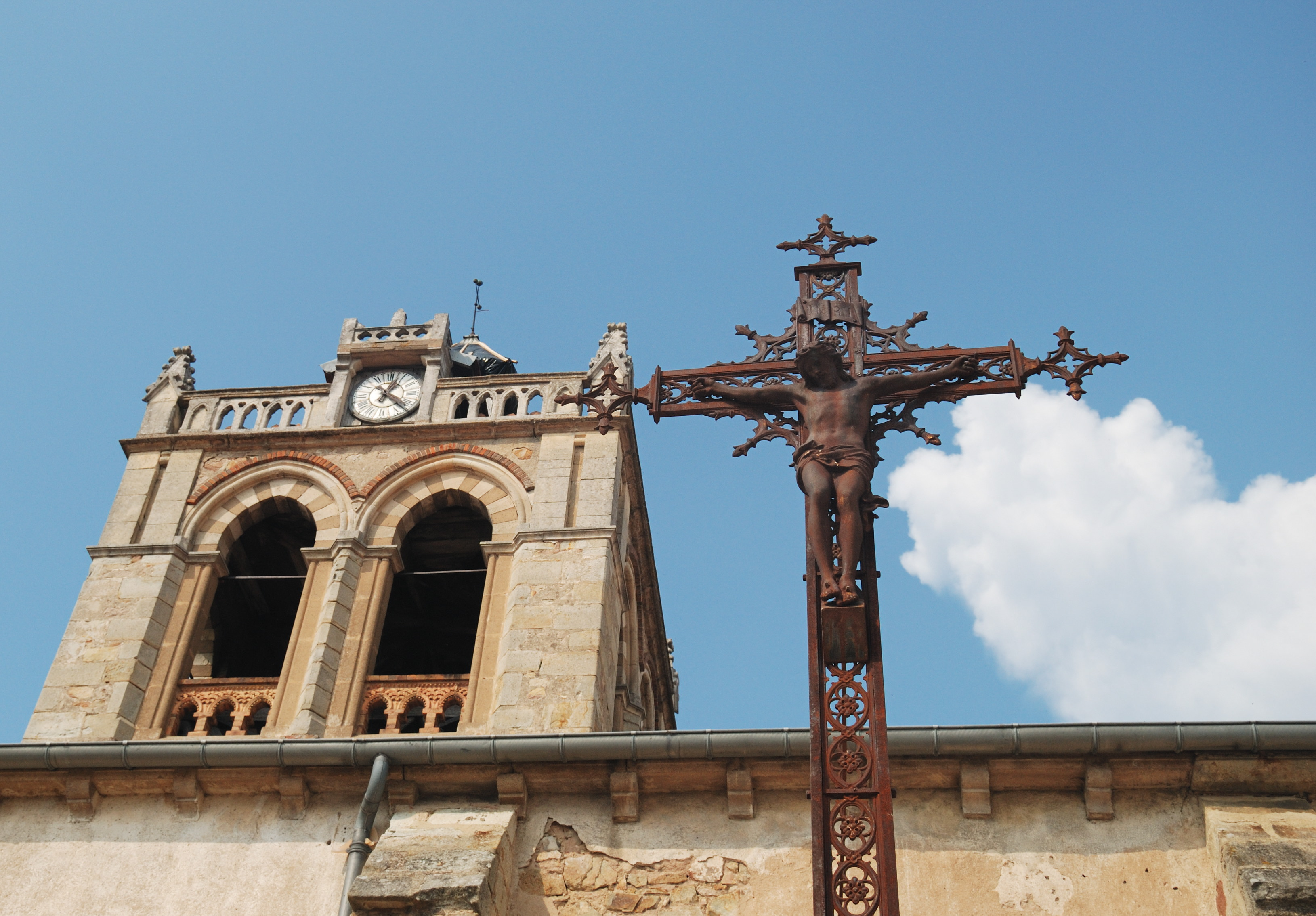
Croix de mission dans le village de Sermentizon (Puy-de-Dôme, France).
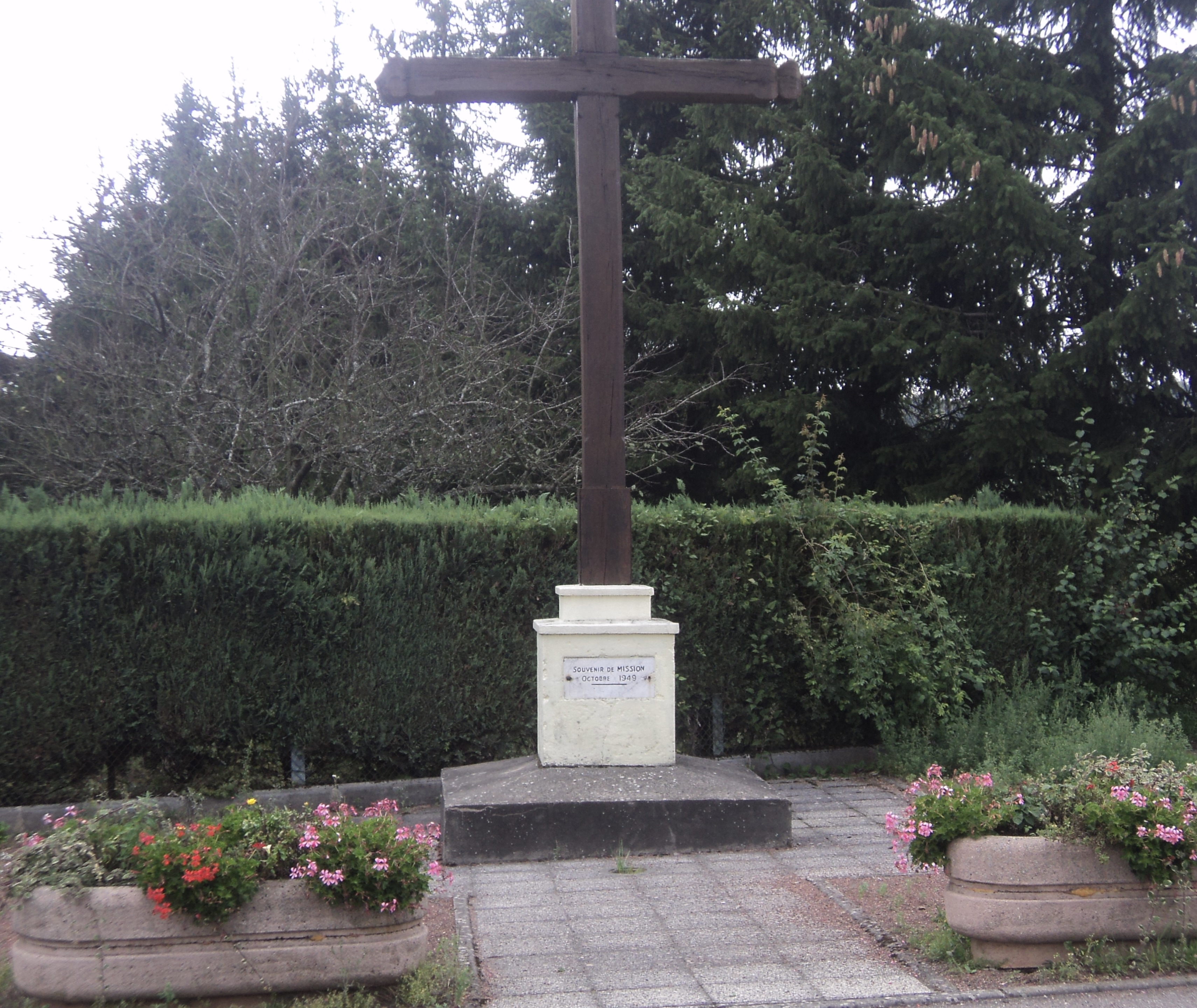
Croix de mission datée de l'année 1949 dans la ville de Tucquegnieux (Meurthe-et-Moselle, France).
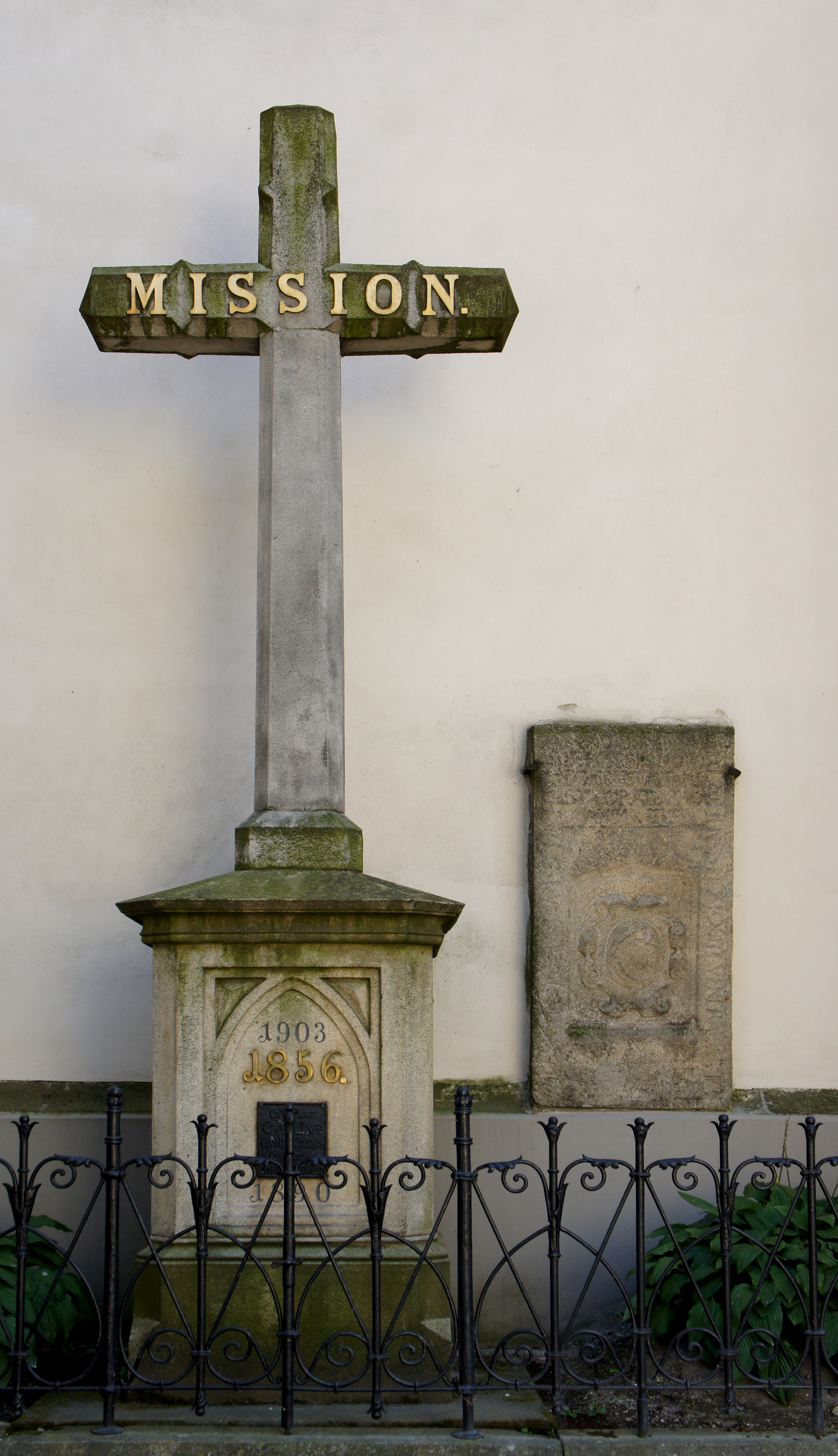
Croix de mission à Jindřichův Hradec (Tchéquie).
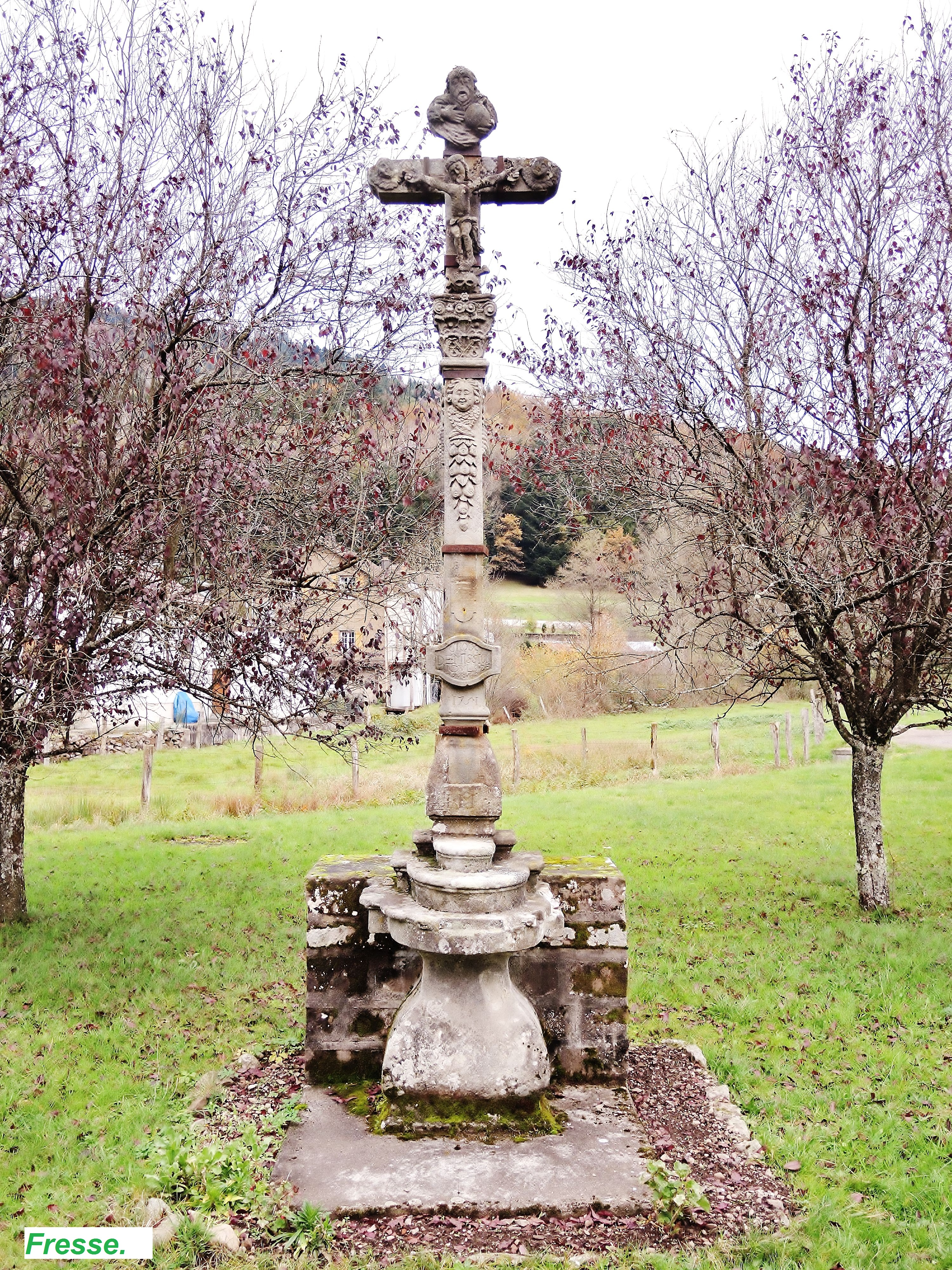
Croix de mission à Fresse (Haute-Saône, France).
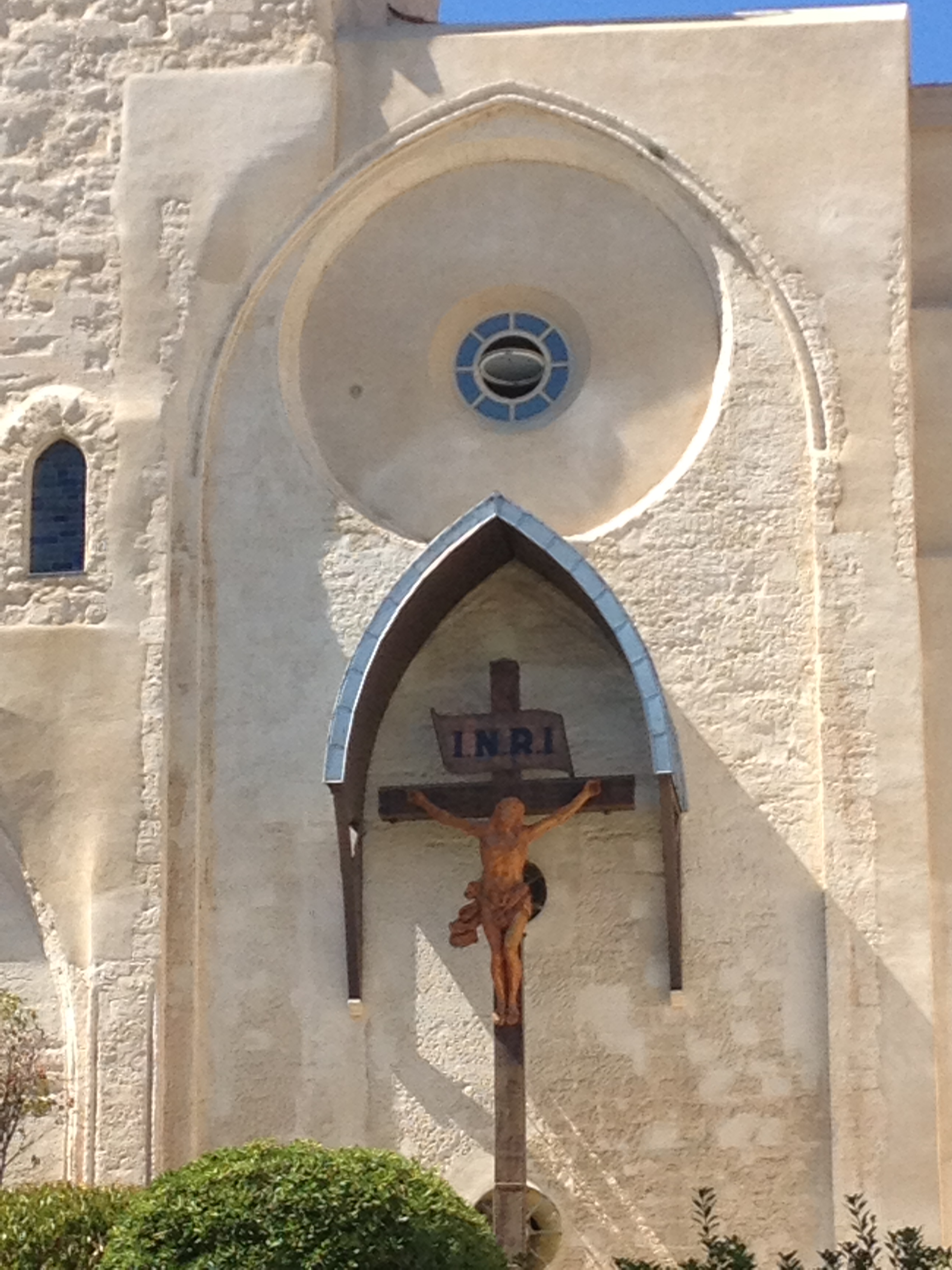
Croix de mission érigée en 1820 à Marseille (France) dans les ruines de la collégiale Notre-Dame-des-Accoules.

## Croix de mission dans le Queyras

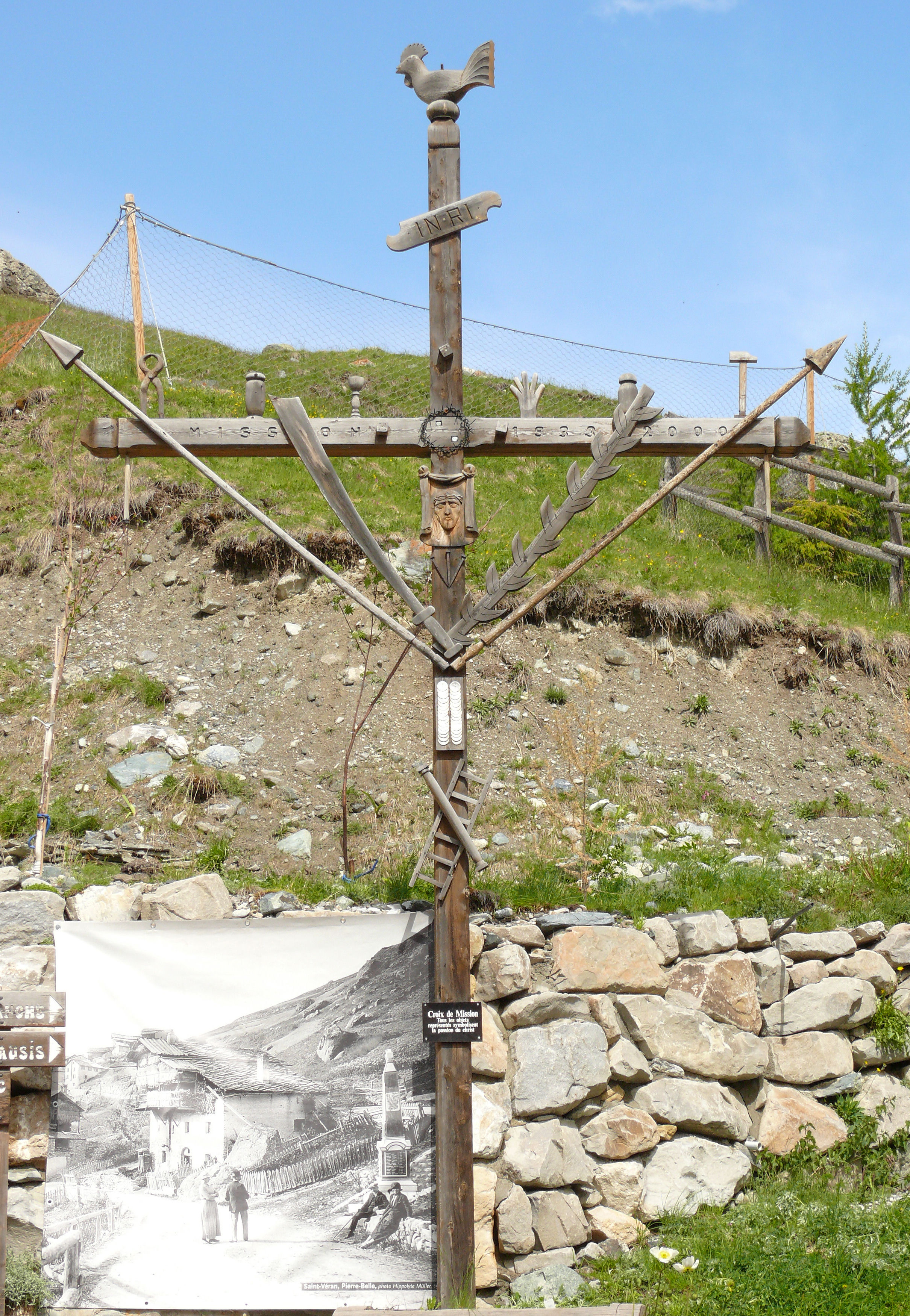
Croix de mission à Saint-Véran.
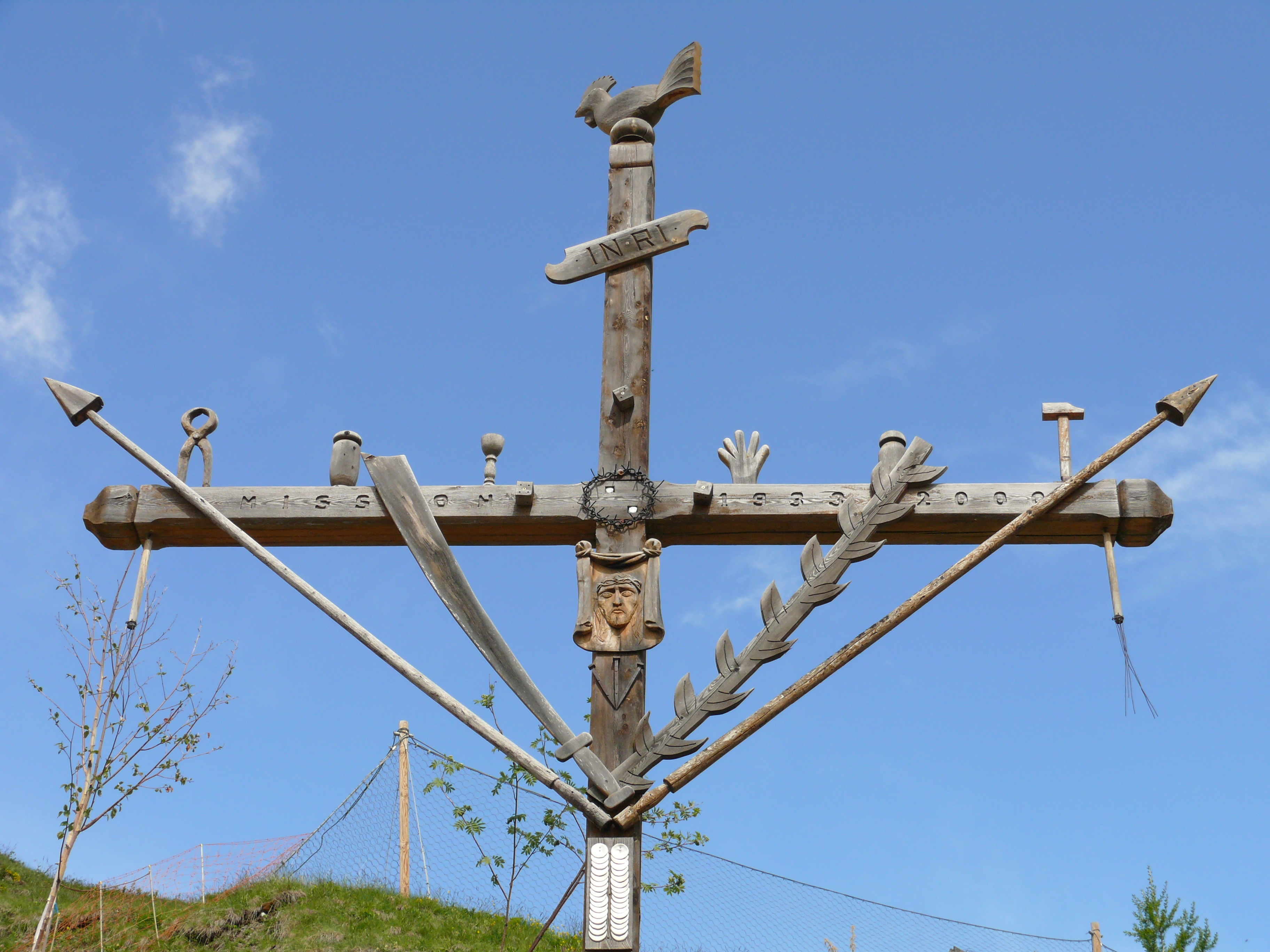
Croix de mission à Saint-Véran, détail.

Une croix était dressée à chaque passage d'un missionnaire venant apporter la bonne nouvelle aux paroissiens. Chacune des croix, dite aussi croix de la Passion, portait les symboles de la Passion du Christ :
- le coq, rappelant la parole de Jésus annonçant à Pierre sa trahison avant que le coq ne chante trois fois,
- le panneau «INRI» de la Croix : Iesus Nazarenus Rex Iudaeorum
- le marteau et les clous de la crucifixion
- l'éponge imbibée de vinaigre (posca) présentée à Jésus sur la Croix
- la main rappelant la gifle donnée à Jésus au procès
- le fouet car Jésus est fouetté avant d'être crucifié
- le rameau Jésus est acclamé par la foule.
- le pain et la coupe de l'Eucharistie faite au dernier repas de Jésus avec les apôtres
- la couronne d'épines faite par les bourreaux et placée sur la tête de Jésus
- l'épée que sort Pierre pour défendre Jésus
- le vase de parfum que prend Ponce Pilate pour se laver les mains
- la lance utilisée par le soldat pour transpercer le côté du Christ
- la tenaille et l'échelle pour descendre le corps de Jésus de la Croix
- la colonne sur laquelle Jésus est attaché pour être fouetté
- le visage du Christ pour rappeler Véronique essuyant la face du Christ
- les deniers de Judas rappelant qu'il a vendu Jésus pour trente deniers
- les dés utilisés par les soldats pour se partager les vêtements de Jésus